# 戈埃勒 (塞纳-马恩省)
戈埃勒（法語：Goële，法語發音：[ɡɔɛl] 或 [ɡwal]）是法国法蘭西島大區塞纳-马恩省西北部的一个传统地区，主要城镇为达马尔坦昂戈埃勒。戈埃勒大致对应戈埃勒与米尔蒂安地区市镇公共社区（Communauté de communes du Pays de la Goële et du Multien）和戈埃勒山市镇公共社区（Communauté de communes des Monts de la Goële）。

## 名称中带有“戈埃勒”的市镇
目前有2个市镇的名称中带有“戈埃勒”（以“en-Goële”的形式，意为“在戈埃勒地区”）：
- 达马尔坦昂戈埃勒（Dammartin-en-Goële）
- 蒙热昂戈埃勒（Montgé-en-Goële）

## 地理
戈埃勒北至埃默农维尔森林（forêt d’Ermenonville），西接巴黎夏尔·戴高乐机场，西南为法兰西地区，东南为布里，东临米尔蒂安。该地区的特征为覆盖着树林的低矮沙丘。 
戈埃勒有着草地、麦田、甜菜地和苹果园景观。